# Зорин, Григорий Трофимович
Григорий Трофимович Зорин (1920—1976) — младший сержант Рабоче-крестьянской Красной Армии, участник Великой Отечественной войны, Герой Советского Союза (1945).

## Биография
Григорий Зорин родился в 1920 году в селе Усятское (ныне — Бийский район Алтайского края). В 1931 году переехал в село Матур Таштыпского района Хакасской автономной области, где окончил школу и работал в колхозе. В сентябре 1940 года Зорин был призван на службу в Рабоче-крестьянскую Красную Армию. С 1943 года — на фронтах Великой Отечественной войны. Принимал участие в боях на Ленинградском, Центральном, Белорусском, 1-м Белорусском фронтах, был ранен. К июлю 1944 года младший сержант Григорий Зорин командовал отделением разведки 2-го дивизиона 786-го лёгкого артиллерийского полка 46-й лёгкой артиллерийской бригады 12-й артиллерийской дивизии 4-го артиллерийского корпуса прорыва 69-й армии 1-го Белорусского фронта. Отличился во время Люблин-Брестской операции.
В ночь с 30 на 31 июля 1944 года под массированным немецким огнём Зорин переправился через Вислу в районе Пулавы и провёл разведку, обеспечив важными разведданными дивизион. Последующие три дня Зорин активно участвовал в боях на плацдарме, уничтожив пятнадцать солдат и офицеров противника.
Указом Президиума Верховного Совета СССР от 21 февраля 1945 года за «мужество и героизм, проявленные при форсировании Вислы и в боях на плацдарме» младший сержант Григорий Зорин был удостоен высокого звания Героя Советского Союза с вручением ордена Ленина и медали «Золотая Звезда» за номером 3121.
В дальнейшем Зорин участвовал в освобождении Западной Польши, боях в Германии. После окончания войны он был демобилизован. Проживал сначала в Таштыпе, затем в посёлке Заречный Олёкминского района Якутской АССР, работал в Олёкминском леспромхозе. Умер 13 марта 1976 года.
Был также награждён орденами Отечественной войны 2-й степени (17.08.1944) и Славы 3-й степени (12.12.1943), рядом медалей, в том числе «За отвагу» (10.09.1943).
В честь Зорина названа улица в Олёкминске и школа на Матуре.